# Sojuz MS-27
Ten artykuł dotyczy trwającego wydarzenia. Informacje w nim zamieszczone mogą się zmienić lub zdezaktualizować wraz z postępem zdarzenia, a początkowe doniesienia mogą być niepewne. Ostatnie zmiany tego artykułu mogą nie odzwierciedlać najbardziej aktualnych informacji.
Sojuz MS-27 – rosyjski załogowy lot kosmiczny statku kosmicznego Sojuz, który wystartował z kosmodromu Bajkonur 8 kwietnia 2025 roku i przetransportował trzyosobową załogę na pokład Międzynarodowej Stacji Kosmicznej.  